# Prosopium coulterii
Espèce
Le Corégone pygmée (Prosopium coulterii) est un poisson de la famille des salmonidés.
Probablement vestiges de la dernière ère glaciaire, ces poissons sont présents en Amérique du Nord, à travers le tiers nord des États-Unis, dans l'Ouest canadien et du nord jusqu'au sud-est de l'Alaska. Les Corégones pygmées sont également présents dans le lac Ekityki en Tchoukotka, Russie.
En Amérique du nord, ils ont historiquement été présents dans quinze lacs différents, la distribution actuelle étant de neuf. L'État de Washington est à la pointe extrême sud de leur aire naturelle. Le poisson est par exemple présent à l'intérieur du parc national des North Cascades.